# Epibellowia septentrionalis
Epibellowia septentrionalis är en spindelart som först beskrevs av Ryoji Oi 1960.  Epibellowia septentrionalis ingår i släktet Epibellowia och familjen täckvävarspindlar. Inga underarter finns listade i Catalogue of Life.